# 池尻浩一
池尻 浩一（いけじり こういち、1969年4月6日 - ）は、日本の政治家、元競輪選手、福岡県八女郡広川町の町議会議員（3期）。日本競輪学校（当時。以下、競輪学校）第63期生。現役時は日本競輪選手会福岡支部所属。ホームバンクは久留米競輪場。師匠は香月英二。

## 戦績
福岡県立八女高等学校在学中は陸上競技を行ない、熊本大学と長崎大学をいずれも現役合格している。しかし、後に某テレビ番組で紹介されたが、高校時代より競輪選手を志望していた本人にとってみれば、大学入試は「滑り止め」としか考えていなかったようで、1988年に競輪学校の適性試験に合格し入学する。同期には出口眞浩らがおり、在校成績5勝の42位で卒業後、1989年4月14日、豊橋競輪場でデビューし、初勝利も同日。
その後は順調にS級上位で活躍するようになり、1999年の寛仁親王牌（前橋競輪場）では決勝4着となる。
2000年は全日本選抜競輪（名古屋競輪場）で決勝7着。続くオールスター競輪（高知競輪場）でも決勝進出し、直線入り口では、逃げる渡邉隆（大分）の番手位置にいたが、池尻後位につけ、優勝することになる児玉広志に先に仕掛けられたことから直線に入って踏み遅れ、無念の2着に終わった。しかしこの準優勝による年間獲得賞金上位により、同年のKEIRINグランプリに出場した（6着）。
2002年にもオールスター競輪（熊本競輪場）決勝で2着となり、この年のみ実施されたグランプリポイント枠での上位により同年のKEIRINグランプリに出場している（7着）。
その後も2003年に日本選手権競輪（平塚競輪場）決勝7着、2004年に競輪祭（小倉競輪場）決勝7着の成績を残した。
2009年、初期の胃がんと診断され、同年12月、手術により胃の3分の2ほどを摘出。2010年2月、競走に復帰した。
2011年には出身地の広川町において町議会議員に立候補し、12月4日に執行された選挙において、ただ一人1000票を超える得票数を記録してトップ当選を果たした。2015年12月6日に執行された町議会議員選挙にて再選、2019年12月8日に執行された町議会議員選挙でも再選され、現在3期目。
町議会議員に当選後も競輪選手を続け、長い間S級で活躍していたが、A級へ降格する直前の2014年12月に引退を表明し、同年12月17日の久留米競輪場「エンジョイスピードパークNR」（FI）9R・S級特選4着がラストランとなった。
2015年1月6日に選手登録消除。通算成績は2153戦336勝、優勝回数は31回。